# Maierhof (Buttenwiesen)
Der Maierhof (bis 2005 Mayerhof) ist ein Ortsteil der Gemeinde Buttenwiesen in der Gemarkung Wortelstetten im schwäbischen Landkreis Dillingen an der Donau.

## Geschichte
Der Maierhof wird erstmals um 1270 als „Meirshoven“ genannt. Als Maier wurde im Mittelalter der herrschaftliche Hofbauer bezeichnet. Der Hof selbst wird in den Quellen als „curia villicalis“, als Maierhof bezeichnet. Der Ort gehörte zur Herrschaft Donnsberg und bestand aus zwei Höfen. Einer kam 1357 an das Heilig-Geist-Spital in Augsburg und der andere 1398 an das Domkapitel Augsburg. Die Höfe wurden im ausgehenden 18. Jahrhundert zusammengelegt.

## Religionen
Kirchlich gehört der Maierhof zur katholischen Pfarrei Sankt Nikolaus in Allmannshofen.